# 第7回カンヌ国際映画祭
第7回カンヌ国際映画祭（だい7かいカンヌこくさいえいがさい）は1954年3月25日から4月9日にかけて開催された。

## 受賞結果
- グランプリ：『地獄門』（衣笠貞之助）
- 審査員特別賞：『しのび逢い』（ルネ・クレマン）
- 国際賞：『Piatka z ulicy Barskiej』（アレクサンデル・フォルド）、『洪水の前』（アンドレ・カイヤット）、『ナポリの饗宴』（エットーレ・ジャンニーニ）、『砂漠は生きている』（ジェームズ・アルガー）、『Velikiy voin Albanii Skanderbeg』（セルゲイ・ユトケーヴィッチ）、『最後の橋』（ヘルムート・コイトナー）、『Cronache di poveri amanti』（カルロ・リッツァーニ）、『Do Bigha Zamin』（ビマル・ロイ）
- 国際批評家賞：『洪水の前』（アンドレ・カイヤット）

## 審査員

### コンペティション部門
- 審査委員長 
  - ジャン・コクトー （フランス/作家）
- 審査員
  - ルイス・ブニュエル (メキシコ/監督)
  - アンリ・カレフ (フランス/監督)
  - ノエル・ノエル (フランス/俳優)
  - ジャック＝ピエール・フロジュレ (フランス/プロデューサー)
  - ジャック・イベール (フランス/作曲家)
  - ジャン・オーランシュ (フランス/作家)
  - アンドレ・バザン (フランス/作家)
  - フィリップ・エルランジェ (フランス/歴史家)
  - ギィ・デソン (フランス/代議士)
  - ミシェル・フール＝コルムレー (フランス/国立映画センター代表)
  - ジョルジュ・ラムース (フランス/政治家)
  - ジョルジュ・ラギ (フランス/組合代表)

## 上映作品

### コンペティション部門
| 題名 原題                                                              | 監督                                                      | 製作国                      |
| ---------------------------------------------------------------------- | --------------------------------------------------------- | --------------------------- |
| 洪水の前 Avant le déluge                                               | アンドレ・カイヤット                                      | フランス                    |
| Aventuras del barbero de Sevilla (Adventures of the Barber of Seville) | ラディスラオ・ヴァホダ                                    | スペイン フランス           |
| 十二哩の暗礁の下に Beneath the 12-Mile Reef                            | ロバート・D・ウェブ                                       | アメリカ合衆国              |
| ナポリの饗宴 Carosello napoletano                                      | エットーレ・ジャンニーニ                                  | イタリア                    |
| Cirkus Fandango (Circus Fandango)                                      | アルネ・スコーウェン                                      | ノルウェー                  |
| Cronache di poveri amanti (Chronicle of Poor Lovers)                   | カルロ・リッツァーニ                                      | イタリア                    |
| Cómicos (Comedians)                                                    | フアン・アントニオ・バルデム                              | スペイン アルゼンチン       |
| Det Stora äventyret (The Great Adventure)                              | アーン・サックスドルフ                                    | スウェーデン                |
| 最後の橋 Die letzte Brücke                                             | ヘルムート・コイトナー                                    | オーストリア ユーゴスラビア |
| Do Bigha Zamin (Two Acres of Land)                                     | ビマル・ロイ                                              | インド                      |
| El Mártir del Calvario (The Martyr of Calvary)                         | ミゲル・モライタ                                          | メキシコ                    |
| El Niño y la Niebla (The Boy and the Fog)                              | ロベルト・ガバルドン                                      | メキシコ                    |
| El Wahsh (The Monster)                                                 | サラーハ・アブセーフ                                      | エジプト                    |
| 裸のアマゾン Feitiço do Amazonas                                       | ジグムント・スリストラフスキー                            | アメリカ合衆国              |
| 地上より永遠に From Here to Eternity                                   | フレッド・ジンネマン                                      | アメリカ合衆国              |
| 地獄門                                                                 | 衣笠貞之助                                                | 日本                        |
| Kiskrajcár                                                             | マルトン・ケレチ                                          | ハンガリー                  |
| 円卓の騎士 Knights of the Round Table                                  | リチャード・ソープ                                        | アメリカ合衆国              |
| 恋文                                                                   | 田中絹代                                                  | 日本                        |
| Komedianti                                                             | ウラジミール・ヴルチェク                                  | チェコスロバキア            |
| Κυριακάτικο Ξύπνημα (Kyriakatiko Xypnima) (Windfall in Athens)         | マイケル・カコヤニス                                      | ギリシャ                    |
| Kärlekens Bröd (Bread of Love)                                         | アルネ・マットソン                                        | スウェーデン                |
| 外人部隊 Le grand jeu                                                  | ロバート・シオドマク                                      | フランス                    |
| 失われた少年 Little Boy Lost                                           | ジョージ・シートン                                        | アメリカ合衆国              |
| Maddalena                                                              | アウグスト・ジェニーナ                                    | イタリア フランス           |
| Man of Africa                                                          | シリル・フランケル                                        | イギリス                    |
| Mastera Russkogo Baleta (Stars of the Russian Ballet)                  | Gerbert Rappaport                                         | ソビエト連邦                |
| Mayurpankh                                                             | Kishore Sahu                                              | インド                      |
| Memorias de un Mexicano (Memories of a Mexican)                        | カルメン・トスカーノ                                      | メキシコ                    |
| しのび逢い Knave of Hearts                                             | ルネ・クレマン                                            | フランス                    |
| にごりえ                                                               | 今井正                                                    | 日本                        |
| O Canto do Mar (Song of the Sea)                                       | アルベルト・カヴァルカンティ                              | ブラジル                    |
| Pamposh                                                                | Ezra Mir                                                  | インド                      |
| Piatka z ulicy Barskiej (Five Boys from Barska Street)                 | アレクサンデル・フォルト                                  | ポーランド                  |
| Sangre y Luces (Love in a Hot Climate)                                 | リカルド・ミュニョス・スエイ ジョルジュ・ルーキエ         | スペイン フランス           |
| Si mis campos hablaran                                                 | ホセ・ボール                                              | チリ                        |
| Sira` Fi al-Wadi                                                       | ユーセフ・シャヒーン                                      | エジプト                    |
| Solange Du da Bist (As Long as You're Near Me)                         | ハラルド・ブラウズ                                        | 西ドイツ                    |
| Sudba Mariny (Marina's Destiny)                                        | ヴィクトル・イフチェンコ Isaak Shmaruk                    | ソビエト連邦                |
| The Little Kidnappers                                                  | フィリップ・リーコック                                    | イギリス                    |
| 砂漠は生きている The Living Desert                                     | ジェームズ・アルガー ウォルト・ディズニー                 | アメリカ合衆国              |
| Todo es posible en Granada (All Is Possible in Granada)                | ホセ・ルイス・サエンス・デ・エレディア カルロス・ブランコ | スペイン                    |
| Velikiy voin Albanii Skanderbeg (The Great Warrior Skanderbeg)         | セルゲイ・ユトケーヴィッチ                                | アルバニア ソビエト連邦     |